# 드룰스
드룰스(Drools)는 전방 및 후방 추론 기반 룰 엔진을 갖춘 BRMS(비즈니스 규칙 관리 시스템)이다.
KIE(Knowledge Is Everything)는 드룰스, optaPlanner, jBPM, Guvnor, uberFire 관련 기술들의 새로운 우산 용어이다.
드룰스는 사업 규칙 엔진과 조직, 애플리케이션, 서비스 내 구성, 유지보수, 비즈니스 정책 강화를 위한 기업 프레임워크용 자바 룰 엔진 API(자바 사양 요청 94) 표준을 지원한다.

## 예시
다음 예시는 7월 휴일에 관한 정보를 출력하는 단순 규칙을 보여준다. Holiday 인스턴스 내에서 조건을 검사하고 조건이 참이면 자바 코드를 실행한다.
```
rule
 
"validate holiday"

dialect
 
"mvel"

dialect
 
"java"

when

    
$h1
 
:
 
Holiday
(
 
month
 
==
 
"july"
 
)

then

    
System
.
out
.
println
(
$h1
.
name
 
+
 
":"
 
+
 
$h1
.
month
);

end

```

## 같이 보기
- 와일드플라이